# گرویتی (آیووا)
گرویتی (به انگلیسی: Gravity) شهری در ایالت آیووا کشور ایالات متحده آمریکا است که جمعیت آن در سرشماری سال ۲۰۱۰ میلادی، ۱۸۸ نفر بوده‌است.